# Бекслихит (избирательный округ)
Бекслихи́т (англ. Bexleyheath) — бывший одномандатный парламентский избирательный округ на юго-востоке Лондона (Великобритания). В нём проводились выборы члена парламента (MP) в Палату общин парламента Соединённого Королевства. Он был создан на всеобщих выборах в феврале 1974 года и упразднён на всеобщих выборах 1997 года.

## История
В округе на протяжении его существования традиционно побеждали консерваторы. Округ в Парламенте представлял Сирил Таунсенд.
В разные периоды округ Бекслихит обеспечивал избирательный процесс на разных участках:
- 1974—1983 — участки лондонского боро Бексли: Брэмптон, Крайстчерч, Дэнсон, Ист-Уикхем, Фалконвуд, Сент-Майклс и Аптон.
- 1983—1997 — участки лондонского боро Бексли: Барнехерст, Барнехерст Норт, Брэмптон, Крайстчерч, Дэнсон, Ист-Уикхем, Фалконвуд, Сент-Майклс и Аптон.

Центр этого избирательного округа в лондонском боро Бексли был сосредоточен в районе Бекслихит. Округ был разделён в 1997 году, когда Комиссия по границам Англии рекомендовала выделить дополнительное место для объединённых боро Бексли и Гринвич. На его месте был образован новый избирательный округ Бекслихит и Крейфорд, а около трети округа было добавлено к существующему округу Олд-Бексли и Сидкап.

## Члены парламента
| Выборы | Выборы       | Депутат                                                                       | Партия                                                                        |
| ------ | ------------ | ----------------------------------------------------------------------------- | ----------------------------------------------------------------------------- |
|        | Февраль 1974 | Сирил Таунсенд                                                                | Консервативная                                                                |
|        | Май 1997     | избирательный округ упразднён: см. Бекслихит и Крейфорд и Олд-Бексли и Сидкап | избирательный округ упразднён: см. Бекслихит и Крейфорд и Олд-Бексли и Сидкап |

## Результаты выборов

### Выборы в 1970-х
| Парламентские выборы в Великобритании (февраль 1974): Бекслихит | Парламентские выборы в Великобритании (февраль 1974): Бекслихит | Парламентские выборы в Великобритании (февраль 1974): Бекслихит | Парламентские выборы в Великобритании (февраль 1974): Бекслихит | Парламентские выборы в Великобритании (февраль 1974): Бекслихит | Парламентские выборы в Великобритании (февраль 1974): Бекслихит |
| Партия                                                          | Партия                                                          | Кандидат                                                        | Голоса                                                          | %                                                               | ±%                                                              |
| --------------------------------------------------------------- | --------------------------------------------------------------- | --------------------------------------------------------------- | --------------------------------------------------------------- | --------------------------------------------------------------- | --------------------------------------------------------------- |
|                                                                 | Консервативная                                                  | Сирил Таунсенд                                                  | 18 541                                                          | 43,3                                                            |                                                                 |
|                                                                 | Лейбористская                                                   | Джон Картрайт                                                   | 14 675                                                          | 34,3                                                            |                                                                 |
|                                                                 | Либеральная                                                     | У. Пикард                                                       | 9575                                                            | 22,4                                                            |                                                                 |
| Большинство                                                     | Большинство                                                     | Большинство                                                     | 3866                                                            | 9,0                                                             |                                                                 |
| Явка                                                            | Явка                                                            | Явка                                                            | 42 791                                                          | 84,6                                                            |                                                                 |
|                                                                 | Консервативная победа (новое место)                             |                                                                 |                                                                 |                                                                 |                                                                 |

| Парламентские выборы в Великобритании (октябрь 1974): Бекслихит | Парламентские выборы в Великобритании (октябрь 1974): Бекслихит | Парламентские выборы в Великобритании (октябрь 1974): Бекслихит | Парламентские выборы в Великобритании (октябрь 1974): Бекслихит | Парламентские выборы в Великобритании (октябрь 1974): Бекслихит | Парламентские выборы в Великобритании (октябрь 1974): Бекслихит |
| Партия                                                          | Партия                                                          | Кандидат                                                        | Голоса                                                          | %                                                               | ±%                                                              |
| --------------------------------------------------------------- | --------------------------------------------------------------- | --------------------------------------------------------------- | --------------------------------------------------------------- | --------------------------------------------------------------- | --------------------------------------------------------------- |
|                                                                 | Консервативная                                                  | Сирил Таунсенд                                                  | 17 399                                                          | 43,8                                                            | ▲0,5                                                            |
|                                                                 | Лейбористская                                                   | Дж. Станьер                                                     | 15 412                                                          | 38,8                                                            | ▲4,5                                                            |
|                                                                 | Либеральная                                                     | У. Пикард                                                       | 6882                                                            | 17,3                                                            | ▼5,1                                                            |
| Большинство                                                     | Большинство                                                     | Большинство                                                     | 1987                                                            | 5,0                                                             | ▼4,0                                                            |
| Явка                                                            | Явка                                                            | Явка                                                            | 39 693                                                          | 77,8                                                            | ▼6,8                                                            |
|                                                                 | Консервативная (удержание)                                      | Консервативная (удержание)                                      | Свинг                                                           | ▼2,0                                                            |                                                                 |

| Парламентские выборы в Великобритании (1979): Бекслихит | Парламентские выборы в Великобритании (1979): Бекслихит | Парламентские выборы в Великобритании (1979): Бекслихит | Парламентские выборы в Великобритании (1979): Бекслихит | Парламентские выборы в Великобритании (1979): Бекслихит | Парламентские выборы в Великобритании (1979): Бекслихит |
| Партия                                                  | Партия                                                  | Кандидат                                                | Голоса                                                  | %                                                       | ±%                                                      |
| ------------------------------------------------------- | ------------------------------------------------------- | ------------------------------------------------------- | ------------------------------------------------------- | ------------------------------------------------------- | ------------------------------------------------------- |
|                                                         | Консервативная                                          | Сирил Таунсенд                                          | 21 888                                                  | 53,7                                                    | ▲9,9                                                    |
|                                                         | Лейбористская                                           | Р. Блэквелл                                             | 13 342                                                  | 32,7                                                    | ▼6,1                                                    |
|                                                         | Либеральная                                             | Дж. Кроухерст                                           | 4782                                                    | 11,7                                                    | ▼5,6                                                    |
|                                                         | Национальный фронт                                      | А. Вилкенс                                              | 749                                                     | 1,8                                                     | нов.                                                    |
| Большинство                                             | Большинство                                             | Большинство                                             | 8546                                                    | 21,0                                                    | ▲16,0                                                   |
| Явка                                                    | Явка                                                    | Явка                                                    | 40 761                                                  | 80,1                                                    | ▲2,3                                                    |
|                                                         | Консервативная (удержание)                              | Консервативная (удержание)                              | Свинг                                                   | ▲8,0                                                    |                                                         |

### Выборы в 1980-х
| Парламентские выборы в Великобритании (1983): Бекслихит | Парламентские выборы в Великобритании (1983): Бекслихит | Парламентские выборы в Великобритании (1983): Бекслихит | Парламентские выборы в Великобритании (1983): Бекслихит | Парламентские выборы в Великобритании (1983): Бекслихит | Парламентские выборы в Великобритании (1983): Бекслихит |
| Партия                                                  | Партия                                                  | Кандидат                                                | Голоса                                                  | %                                                       | ±%                                                      |
| ------------------------------------------------------- | ------------------------------------------------------- | ------------------------------------------------------- | ------------------------------------------------------- | ------------------------------------------------------- | ------------------------------------------------------- |
|                                                         | Консервативная                                          | Сирил Таунсенд                                          | 23 411                                                  | 53,1                                                    | ▼1,1                                                    |
|                                                         | Либеральная                                             | Барри Стэнден                                           | 13 153                                                  | 29,8                                                    | ▲18,4                                                   |
|                                                         | Лейбористская                                           | А.Б. Эрлам                                              | 7560                                                    | 17,1                                                    | ▼15,5                                                   |
| Большинство                                             | Большинство                                             | Большинство                                             | 10 258                                                  | 23,3                                                    |                                                         |
| Явка                                                    | Явка                                                    | Явка                                                    | 44 124                                                  | 74,5                                                    | ▼5,6                                                    |
|                                                         | Консервативная (удержание)                              | Консервативная (удержание)                              | Свинг                                                   | ▼9,8                                                    |                                                         |

| Парламентские выборы в Великобритании (1987): Бекслихит | Парламентские выборы в Великобритании (1987): Бекслихит | Парламентские выборы в Великобритании (1987): Бекслихит | Парламентские выборы в Великобритании (1987): Бекслихит | Парламентские выборы в Великобритании (1987): Бекслихит | Парламентские выборы в Великобритании (1987): Бекслихит |
| Партия                                                  | Партия                                                  | Кандидат                                                | Голоса                                                  | %                                                       | ±%                                                      |
| ------------------------------------------------------- | ------------------------------------------------------- | ------------------------------------------------------- | ------------------------------------------------------- | ------------------------------------------------------- | ------------------------------------------------------- |
|                                                         | Консервативная                                          | Сирил Таунсенд                                          | 24 866                                                  | 53,7                                                    | ▲0,6                                                    |
|                                                         | Либеральная                                             | Барри Стэнден                                           | 13 179                                                  | 28,5                                                    | ▼1,3                                                    |
|                                                         | Лейбористская                                           | Джеймс Литтл                                            | 8218                                                    | 17,8                                                    | ▲0,7                                                    |
| Большинство                                             | Большинство                                             | Большинство                                             | 11 687                                                  | 25,2                                                    | ▲1,9                                                    |
| Явка                                                    | Явка                                                    | Явка                                                    | 46 263                                                  | 77,8                                                    | ▲3,3                                                    |
|                                                         | Консервативная (удержание)                              | Консервативная (удержание)                              | Свинг                                                   | ▲1,0                                                    |                                                         |

### Выборы в 1990-х
| Парламентские выборы в Великобритании (1992): Бекслихит | Парламентские выборы в Великобритании (1992): Бекслихит | Парламентские выборы в Великобритании (1992): Бекслихит | Парламентские выборы в Великобритании (1992): Бекслихит | Парламентские выборы в Великобритании (1992): Бекслихит | Парламентские выборы в Великобритании (1992): Бекслихит |
| Партия                                                  | Партия                                                  | Кандидат                                                | Голоса                                                  | %                                                       | ±%                                                      |
| ------------------------------------------------------- | ------------------------------------------------------- | ------------------------------------------------------- | ------------------------------------------------------- | ------------------------------------------------------- | ------------------------------------------------------- |
|                                                         | Консервативная                                          | Сирил Таунсенд                                          | 25 606                                                  | 54,0                                                    | ▲0,3                                                    |
|                                                         | Лейбористская                                           | Джон Браунинг                                           | 11 520                                                  | 24,3                                                    | ▲6,5                                                    |
|                                                         | Либеральная                                             | Венди Чаплин                                            | 10 107                                                  | 21,3                                                    | ▼7,2                                                    |
|                                                         | Независимый кандидат                                    | Роджер У. Канди                                         | 170                                                     | 0,4                                                     | нов.                                                    |
| Большинство                                             | Большинство                                             | Большинство                                             | 14 086                                                  | 29,7                                                    | ▲4,5                                                    |
| Явка                                                    | Явка                                                    | Явка                                                    | 47 403                                                  | 82,2                                                    | ▲4,4                                                    |
|                                                         | Консервативная (удержание)                              | Консервативная (удержание)                              | Свинг                                                   | ▼3,1                                                    |                                                         |